# جوناس جيلمان كلارك
جوناس جيلمان كلارك (بالإنجليزية: Jonas Gilman Clark)‏ هو شخصية أعمال أمريكي، ولد في 1 فبراير 1815 في هوباردستون في الولايات المتحدة، وتوفي في 23 مايو 1900 في ورسستر في الولايات المتحدة.

## وصلات خارجية
- جوناس جيلمان كلارك على موقع الموسوعة البريطانية (الإنجليزية)